# Boisleux-Saint-Marc
Boisleux-Saint-Marc település Franciaországban, Pas-de-Calais megyében. Lakosainak száma 256 fő (2022. január 1.). Boisleux-Saint-Marc Mercatel, Boiry-Becquerelle, Boisleux-au-Mont, Boyelles és Hamelincourt községekkel határos.

## Népesség
A település népességének változása:
| Lakosok száma | 261  | 256  | 257  | 251  | 247  | 244  | 248  | 252  | 256  |
|               | 2013 | 2015 | 2016 | 2017 | 2018 | 2019 | 2020 | 2021 | 2022 |